# الكسندر رودريغيز فيريرا
الكسندر رودريغيز فيريرا (بالإنجليزية: Alexandre Rodrigues Ferreira)‏ (و. 1756 – 1815 م) هو مُستكشف، وعالم نبات من البرازيل .

## الحياة والعمل
وُلِد فيريرا في باهيا (سلفادور حاليًا) ، وهو ابن التاجر مانويل رودريغيز فيريرا ، وبدأ دراسته في دير مرسيز في باهيا ، حيث أعطاه أوامره الأولى في عام 1768.
ثم درس القانون ثم الفلسفة الطبيعية والرياضيات في جامعة قلمرية، حيث حصل على البكالوريا في سن 22. واصل دراسته في المؤسسة، حيث درس التاريخ الطبيعي ، وحصل على الدكتوراه عام 1779.
ثم عمل في متحف أجودا الملكي. في 22 مارس 1780 ، تم قبوله كعضو مناظر في الأكاديمية الملكية البرتغالية للعلوم.

## رحلة استكشافية إلى البرازيل
في هذا الوقت كان الاقتصاد الاستعماري للبرازيل في حالة من التدهور، بعد أن استنفد الذهب المكيث لماتو غروسو ، وغوياس ، ولا سيما ميناس جيرايس. لهذا السبب ، طلبت ملكة البرتغال ماريا الأولى، التي ترغب في معرفة المزيد عن وسط وشمال المستعمرة البرازيلية، والتي ظلت في تلك المرحلة غير مستكشفة عمليًا، من أجل تنفيذ تدابير تنموية، من ألكسندر رودريغز فيريرا، كعالم طبيعة، أن القيام برحلة فلسفية كانت فكرتها توفير قوة دافعة للاستكشاف الاقتصادي وتمكين غزو الأراضي المتنازع عليها.
وصل فيريرا نهر الأمازون وريو نيجرو إلى الحدود مع الأراضي الإسبانية، وأبحر عبر نهر برانكو إلى جبل كاناناوارو. ثم نهر ماديرا ونهر غوابوري، فعاصمة ماتو جروسو. واصل طريقه عبر بلدة كويابا ، عابرًا من مستجمعات المياه في الأمازون إلى مستنقعات ماتو جروسو ، في مستجمعات المياه في نهر براتا. وتبع أنهار كويابا وساو لورينسو وباراغواي. عاد إلى بيليم دو بارا في يناير 1792.